# Uso bellico della polvere da sparo
L'uso bellico della polvere da sparo è una tecnica militare comunemente associata allo sviluppo di armi da fuoco adatte all'uso sui campi di battaglia, anche se in realtà la scoperta e l'utilizzo della polvere nera in Oriente è di diversi secoli precedente la diffusione di massa.
Inizialmente utilizzata a fini ricreativi, la polvere da sparo venne usata diffusamente sin dal XII secolo, durante la Dinastia Song, per la costruzione di armi in forma di primitivi protorazzi o frecce incendiarie ed esplosive. Queste armi, che inizialmente comprendevano frecce propulse a razzo, razzi con catene chiodate e pentole esplosive, ed in seguito arrivarono a comprendere veri e propri cannoni e pezzi di artiglieria, furono usate dai difensori cinesi durante le invasioni mongole, e contribuirono in modo determinante alla difesa dell'impero. In seguito, i Mongoli acquisirono alcune rudimentali tecniche legate a queste armi, e le portarono con sé nella loro marcia verso l'Europa e il Medio Oriente durante il XIII secolo. Questo primo contatto fu uno stimolo per lo sviluppo delle nuove armi da fuoco soprattutto in Europa, dove nel XV secolo l'uso della polvere da sparo cominciò a diventare significativo, gettando le basi per la fine della guerra di cavalleria.
L'uso delle armi da fuoco personali fu via via più predominante durante l'Età moderna e continuando fino a metà del XIX secolo, con il proprio apice con le Guerre napoleoniche, ossia tra il 1792 ed il 1815.

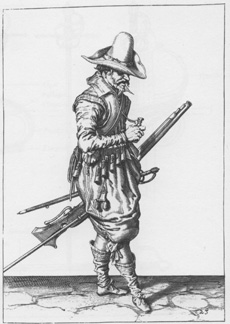
Moschettiere che ricarica l'arma

## L'invenzione e le prime applicazioni

### L'utilizzo in Cina
Le prime prove di armi simili a cannoni risalgono al XII secolo, quando diversi stati dell'attuale Cina svilupparono in modo più o meno indipendente armi da fuoco derivate dai fuochi artificiali già diffusi dal X secolo. La Cina si trovava sotto pressione da parte di tribù nomadi dei territori limitrofi, che spesso sconfinavano con razzie o vere e proprie conquiste.. Tra queste popolazioni vi furono Tangut, Khitan, Manciù e soprattutto i Mongoli.
La tecnologia cinese raggiunse un buon grado di avanzamento, sviluppando per prima la tecnica del cannone a mitraglia (caricato con piccoli oggetti, in funzione anti-fanteria) e dell'uso navale del cannone. Nell'XII secolo la Cina attraversò un periodo di frazionamento politico e scontri, che causò una rapida evoluzione degli armamenti..
Già dal 904 sono documentati dei proietti incendiari, i (fei-huo).
Secondo Needham, la polvere da sparo fu usata per la prima volta in Cina nel 919, come innesco per un'altra sostanza incendiaria, il fuoco greco. La prima rappresentazione di un'arma da fuoco è uno striscione di seta della metà del X secolo proveniente da Dunhuang che mostra una "lancia da fuoco", antenata del fucile.

### Il Wujing Zongyao
Le più antiche formule per la polvere da sparo arrivate sino a noi si trovano nel Wujing Zongyao del 1044, che ne contiene tre: due per bombe incendiarie da usare con le macchine da assedio, ed una che doveva costituire il propellente per bombe fumogene-avvelenanti. Sperimentazioni con diverse quantità di salnitro portarono nel tempo alla produzione di bombe, granate e mine, oltre a migliori frecce incendiarie. Per la fine del XII secolo, esistevano granate fuse nel ferro riempite con miscele di polvere da sparo capaci di deflagrare attraverso i loro contenitori metallici, anticipatrici degli Shrapnel.

### Lo Huolongjing
A metà del XIV secolo, Jiao Yu, che era stato ufficiale d'artiglieria di Zhu Yuanzhang e ne era divenuto un consigliere di fiducia, redasse un trattato militare, lo Huolongjing, in cui raccolse progetti di armi, formule e strategie: tra le armi citate vi erano lance da fuoco, cannoni e bombarde, bombe velenose, mine navali, mine terrestri che impiegavano acciarini a ruota e meccanismi a botola/trabocchetto, lanciarazzi e perfino razzi multistadio. Needham. ipotizza che gli arcaici bossoli raffigurati nel Huolongjing possano essere tra i primi manufatti di tale tipo.
Lo Huolongjing contiene formule con quote di nitrato comprese tra il 12% ed il 91%, contro il 27-50% del Wujing Zongyao. Sei delle formule del Huolongjing si avvicinano alla composizione che teoricamente raggiunge la massima forza esplosiva. Zhang sostiene che l'uso della polvere da sparo in artiglieria come esplosivo (e non già come mera sostanza incendiaria) fu resa possibile dai miglioramenti nella raffinazione della pirite di zolfo durante la Dinastia Song.

### Testimonianze storiche
Nelle battaglie di Tangdao e Caishi, entrambe del 1161, i combattenti utilizzarono sia granate sia bombe in contenitori morbidi confezionate con calce e zolfo. Nel 1221 sono menzionate bombe metalliche lanciate a mano, con la fionda o la catapulta, ed ancor prima (1161) i trabucchi erano usati dalla Dinastia Song nelle battaglie navali che la contrapponevano alla Dinastia Jīn.
Il Tê-An Shou Chhêng Lu, una cronaca dell'assedio di De'an (1132), riferisce che i Song abbiano usato le lance da fuoco contro i Manciù.
La prima raffigurazione di arma da fuoco è una scultura proveniente da una caverna nello Sichuan risalente al 1100, rappresenta un uomo che porta una bombarda a forma di vaso, da cui escono fiamme ed una palla di cannone. La più antica arma da fuoco scoperta, risalente al 1288, aveva un calibro di 2,5 cm. La seconda per antichità raggiungeva i 10,5 cm.
Nel suo poema "L'affare del cannone di ferro" (1341), uno dei primi racconti dell'uso dell'artiglieria con la polvere da sparo, Zhang Xian scrisse che una palla di cannone sparata da un "eruttore" poteva "trapassare il cuore o lo stomaco quando colpisce un uomo o un cavallo, e può anche trafiggere più persone in una volta". In guerra, i cinesi usarono i primi cannoni per difendersi dai mongoli, e successivamente l'arma fu adottata dagli stessi mongoli conquistatori. Un racconto di una battaglia del 1389 presso Hangzhou annota che sia i cinesi Ming sia i mongoli erano dotati di cannoni.

### Il mondo arabo: l'Furūsiyya wa al-Manāsib al-Harbiyya
La cultura araba conosceva il nitrato di potassio (salnitro) fin dall'VIII secolo. La prima opera araba contenente un processo di purificazione del salnitro è la al-Muqaddima (Introduzione), un testo di medicina scritto da Ibn Bakhtawayh nel 1029. Nelle opere successive il salnitro divenne conosciuto con il nome di "neve cinese" (thalj al-Sīn), ed in breve chimici ed ingegneri musulmani appresero della polvere da sparo dei fuochi d'artificio ("fiori cinesi") e dei razzi ("frecce cinesi").
Il primo processo completo di purificazione del nitrato di potassio è descritto nel 1270 dal chimico-ingegnere arabo Ḥasan al-Rammāḥ, un siriano, nel suo libro  al-Furūsiyya wa al-Manāsib al-Harbiyya ("Il libro dell'arte equestre militare e degli ingegnosi apparecchi bellici"), dove si spiega per la prima volta l'uso del carbonato di potassio (nella forma di ceneri di legno) per togliere il carbonato di calcio e i sali di magnesio dal nitrato di potassio..
Al-Rammāḥ riporta anche le più antiche formule conosciute per un effetto esplosivo con la polvere da sparo: alcune sono praticamente identiche alla composizione ideale impiegata in tempi recenti (75% salnitro, 10% zolfo, 15% carbonio), come nel "razzo" tayyār (75% salnitro, 8% zolfo, 15% carbonio) e nel "razzo illuminante", tayyār buruq (74% salnitro, 10% zolfo, 15% carbonio).
Secondo al-Rammāḥ, quelle formule sarebbero state note a suo padre e a suo nonno, così facendole risalire quanto meno alla fine del XII secolo.

### Le applicazioni militari delle formule arabe
Le più antiche applicazioni militari di queste composizioni esplosive con la polvere da sparo sono i "cannoni a mano" usati per la prima volta dagli Egiziani per respingere i Mongoli alla battaglia di ʿAyn Jālūt nel 1260 ed ancora nel 1304. C'erano quattro diverse composizioni di polvere da sparo usate nei cannoni in battaglia, e la più esplosiva (74% salnitro, 11% zolfo, 15% carbonio) era vicina alla composizione ideale. Composizioni di questo genere sarebbero rimaste ignote in Europa fino al XIV secolo.
Ḥasan al-Rammāḥ descrive anche il primo siluro (1270): è un sistema a razzo riempito di materiale esplodente e con tre punti di innesco.

### II cannone
In seguito agli scambi culturali e soprattutto alla migrazione delle popolazioni mongoliche, i cannoni fecero la loro comparsa nel mondo musulmano e da lì a poco in Europa, verso il 1300. Lo storico spagnolo Juan de Mariana (1536-1623) riporta l'uso di polvere da sparo e cannoni nella presa di Algeciras del 1344, identificando la battaglia con la prima menzione della polvere nera e delle palle di cannone in un assedio occidentale.
De Mariana riferisce che all'assedio avrebbero partecipato i conti inglesi di Derby e di Salisbury: di conseguenza, Richard Watson ritiene probabile che tramite loro le conoscenze appresa circa la polvere da sparo, il cannone e relativo uso, fossero giunte agli Inglesi, che ne fecero applicazione per la prima volta alla battaglia di Crécy (26 agosto 1346).
Inoltre, William H. Prescott, nel suo libro Ferdinando ed Isabella pone in risalto il fatto che gli Spagnoli avevano acquisito la loro conoscenza della polvere da sparo dagli Arabi di Granada.
Sappiamo che alcune certe, perché provenienti da registri contabili e non da cronache più tarde, prime attestazioni dell’uso di armi da fuoco in Europa provengono dall’Italia. A Firenze i cannoni risultano già in uso nel 1326, come pure compaiono armi da fuoco a Gassino nel 1327, mentre a Mantova era conservato, fino alla metà dell’Ottocento, un piccolo cannone bronzeo datato 1322.
La metallurgia europea dell'epoca, per quanto sviluppata, non consentiva la costruzione di fusti di grande resistenza, cosa che limitava precisione, potenza e soprattutto sicurezza dell'arma, e implicava ingombri e pesi che ne rendevano l'uso poco pratico.
Questi vincoli, in parte poi superati dall'uso di fasciature metalliche addizionali sul fusto e dal miglioramento delle tecniche fusorie, resero il cannone inadatto all'uso campale e lo relegarono agli assedi di castelli e fortificazioni, affiancandolo alla già diffusa guerra di mina e dall'impiego di altre armi non-esplosive.
Lo sviluppo di cannoni da assedio rese in poco tempo obsolete le fortificazioni di molti castelli esistenti, che affidavano le proprie difese a fossati (utili contro la fanteria), laghi (contro armi da lancio a corto-medio raggio) e alla resistenza delle pietre, spesso sufficiente anche contro i più potenti trabucchi e catapulte.
Per alcuni decenni la guerra favorì grandemente gli attaccanti, finché non furono sviluppate nuove forme di fortificazione, quali Fortezze con mura inclinate e altre soluzioni geometriche per frenare e deviare le palle di cannone

### Le armi portatili
L'avanzamento tecnologico permise di affinare le tecniche di produzione delle armi da fuoco, rendendole più piccole e leggere fino a renderle portatili.
L'invenzione dell'archibugio, intorno al 1410, rese rapidamente obsoleto l'uso degli arcieri, e scatenò una corsa al riarmo. Il primo utilizzo dell'arma fu probabilmente nella battaglia di Agincourt (1415).
L'archibugio, utile ma ancora poco pratico per via della necessità di un cavalletto, fu affinato e ridotto nelle dimensioni attraverso svariati rapidi sviluppi, culminanti nel moschetto a anima liscia intorno al 1600.
Inizialmente il moschetto era semplicemente un tipo di archibugio più pesante, capace di sparare un colpo che perforava le armature, anche se a breve distanza. Inizialmente, nel XVI secolo, anch'esso necessitava di essere montato su un bastone di sostegno per mantenerlo saldamente in posizione d'uso.
Il caliver era il tipo più leggero di archibugio. Intorno al 1600, queste armi da fuoco furono rese obsolete da moschetti più maneggevoli. Per la maggior parte del Cinquecento e del Seicento i moschetti erano ancora muniti di acciarino a miccia, rimpiazzato verso il 1690 dalla pietra focaia che lo rendeva più rapido da ricaricare e meno incline all'inceppamento.

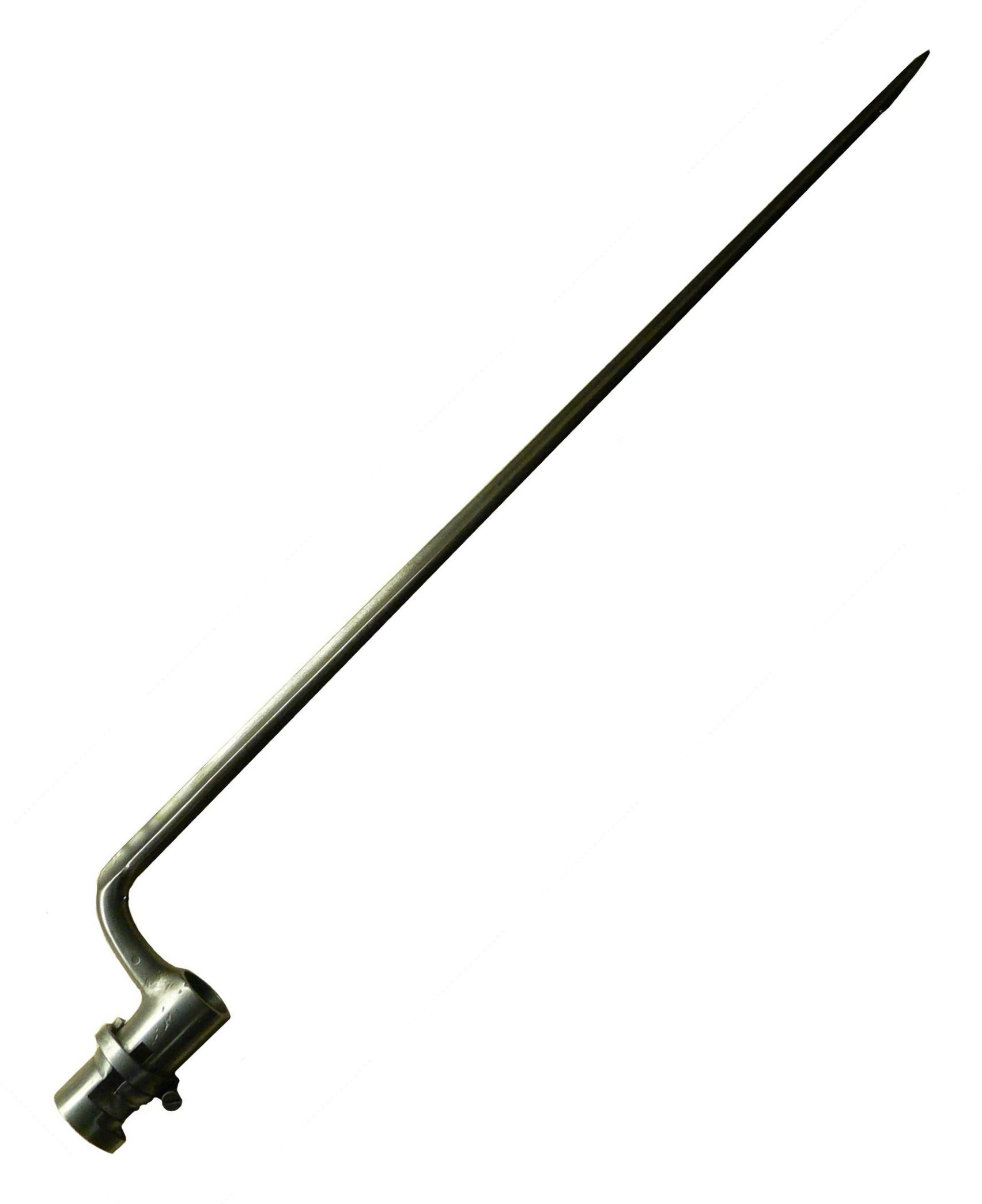
Baionetta

I fanti col moschetto potevano arrecare gran danno alla cavalleria da una moderata distanza, ma erano vulnerabili nel corpo a corpo: le armi della fanteria vennero quindi dotate di baionette, per renderle adatte ad un uso simile a quello della picca

### La cavalleria
La diffusione di archibugieri prima, e moschettieri poi, segnò la fine della cavalleria: dopo un primo periodo in cui i cavalieri cercarono di rafforzare le corazze, appesantendosi e perdendo in mobilità, l'inferiorità delle difese disponibili rispetto alle più semplici armi da fuoco divenne evidente, e la cavalleria pesante arrivò praticamente ad estinguersi nel XIX secolo, perdendo il ruolo decisivo mantenuto nel Medioevo.
Nel XVII secolo solo le unità esploranti di cavalleria continuavano ad indossare piastre d'acciaio anteriori e posteriori per proteggersi da truppe col moschetto in avanguardia o comunque separate dal grosso del reparto.
Alcuni eserciti cercarono di unire la potenza dell'arma da fuoco con la difesa e la mobilità del soldato a cavallo, sviluppando unità quali i corazzieri: queste unità, armate di pistole ed inizialmente molto simili alla cavalleria pesante, andarono via via dismettendo le corazze, consci della loro inutilità e dannosità, arrivando in era napoleonica ad un semplice elmetto e una pettorina metallica.
Nonostante la cavalleria pesante tradizionale fosse ormai obsoleta, nuove forme di cavalleria presero piede: tra questa la più importante fu la cavalleria leggera, adatta alle schermaglie e all'esplorazione, che anticipava le future dottrine di mobilità.
Un altro esempio di cavalleria ibrida è il dragone, cioè il fante a cavallo: mobile quanto la cavalleria leggera, ma non altrettanto vulnerabile grazie alle tattiche di combattimento a piedi, armato di carabina, pistola e sciabola (o più raramente un'ascia).
L'Impero ottomano fu tra quelli che mantennero i corpi di cavalleria in servizio più a lungo, nonostante fossero stati anche tra i primi ad adottare l'uso delle armi da fuoco tra i corpi di giannizzeri.
Sebbene cannone e moschetto fossero stati usati dagli Ottomani già molto tempo prima, fu nel XVII secolo che apparve in tutta evidenza quanto fossero inefficaci le tradizionali cariche di cavalleria al confronto di salve concentrate di fucileria-artiglieria.
A partire dal XVIII secolo, la concezione ormai superata delle cariche di cavalleria portò a pesanti sconfitte, ad opera degli Asburgo d'Austria e di altri.

### L'artiglieria
Gustavo II Adolfo di Svezia fu il pioniere dell'uso dell'artiglieria campale leggera negli anni trenta del XVII secolo.
In occidente il cannone esordì nella guerra navale nel XVI-XVII secolo, e soppiantò rapidamente ogni altra arma imbarcata: le armi personali, invece, ottennero solo una limitata importanza legata all'uso durante gli abbordaggi, gli scontri ravvicinati e le escursioni a terra.

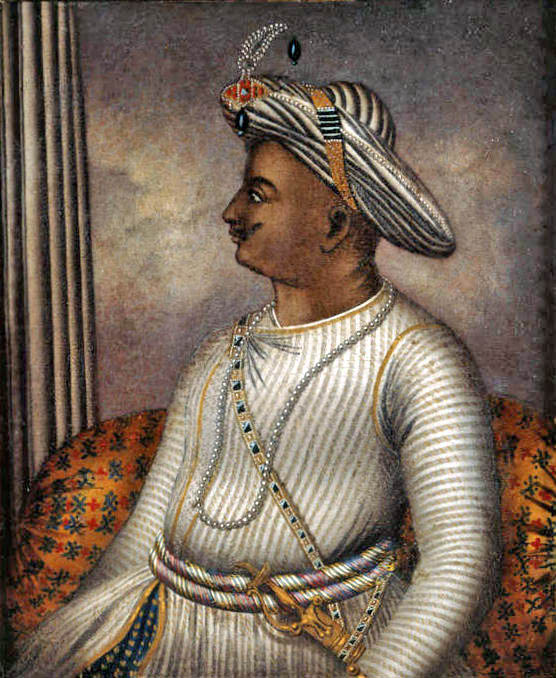
Il sultano Fateh Ali Tipu

Nel XVIII secolo comparvero anche dei razzi in ferro, usati dalle forze del sultano Fateh Ali Tipu del regno di Mysore (India meridionale) contro le forze più numerose della Compagnia Inglese delle Indie Orientali durante le guerre anglo-mysore.
I razzi mysore di questo periodo erano molto più avanzati di quanto gli Inglesi avessero mai visto, principalmente per l'uso del ferro per contenere il propellente; ciò permetteva maggior spinta, ed un raggio più lungo per il missile, fino a 2 km.
Dopo la sconfitta di Tippu nella Quarta guerra anglo-mysore (1798–1799), i razzi di ferro catturati ai Mysore vennero usati come ispirazione per i razzi britannici, prontamente impiegati nelle Guerre napoleoniche.

## L'evoluzione delle difese

### Le fortificazioni poligonali
Il periodo 1500-1801 vide un rapido progresso nella tecnica fortificatoria europea. Laddove i castelli medievali avevano fatto affidamento su alte mura per contrastare gli attaccanti, le prime fortificazioni alla moderna avevano la missione di resistere a bombardamenti di artiglieria.
Per ottenere questo risultato, gli ingegneri italiani svilupparono una tecnica nota in Italia come fortificazione alla moderna e all'estero come trace italienne ovvero "tracciato all'italiana". Dette fortezze avevano mura basse, spesse e dal profilo angolato, concepite per assorbire o deviare il fuoco dei cannoni ostili. In aggiunta, erano spesso costruite a forma di stella, con bastioni che si allungavano a formare angoli compresi fra i 60 e i 90 gradi.
Tale linea era studiata allo scopo di assicurare che ciascun bastione fosse coperto dal fuoco di un bastione adiacente, eliminando le "zone morte" che avrebbero favorito l'azione degli attaccanti. Queste fortificazioni di ultima generazione annullarono il vantaggio che il cannone aveva inizialmente assegnato agli assedianti dando inizio ad una corsa "cannone contro fortificazione" che sarebbe terminata con la vittoria definitiva dell'artiglieria e dei bombardamenti aerei solo dopo la prima guerra mondiale.
L'evoluzione architettonico-militare di questo stile è strettamente legata all'affermazione dell'ogiva esplosiva nel XVIII secolo: i complessi e sofisticati progetti dei "forti a stella", tra le prime fortezze moderne, si dimostrarono efficaci nella protezione da attacchi di artiglieria della prima ora, ma non furono più in grado di competere con il tiro più preciso delle armi rigate, e con l'efficacia dirompente delle cariche esplosive.
In risposta alla vulnerabilità dei forti a stella, gli ingegneri militari svilupparono uno stile di fortificazione molto più semplice ma molto più robusto. Il nuovo stile fortificatorio, detto poligonale o senza fianchi, introdotto da Marc René de Montalembert nel 1788 permise alle fortezze ammodernate di garantire una accettabile resistenza.
Nel Regno Unito e nell'Impero britannico furono costruiti molti forti di questo genere durante il governo di Lord Palmerston, nel XIX secolo: queste opere presero il nome collettivo di "Forti Palmerston".
Ritroviamo un esempio di questo stile anche nel Fort McHenry di Baltimora (USA), teatro di battaglie nella Guerra del 1812.
Le trincee largamente usate su tutti i fronti nella guerra Russo-Giapponese e nella prima guerra mondiale seguivano ancora i principi fondamentali della fortificazione poligonale.

### L'armatura personale
Per un intervallo di 250 anni (1400-1650), l'armatura a piastre completa fu indossata praticamente in ogni battaglia europea importante, sia da alcuni fanti (di solito picchieri), sia dai cavalieri.

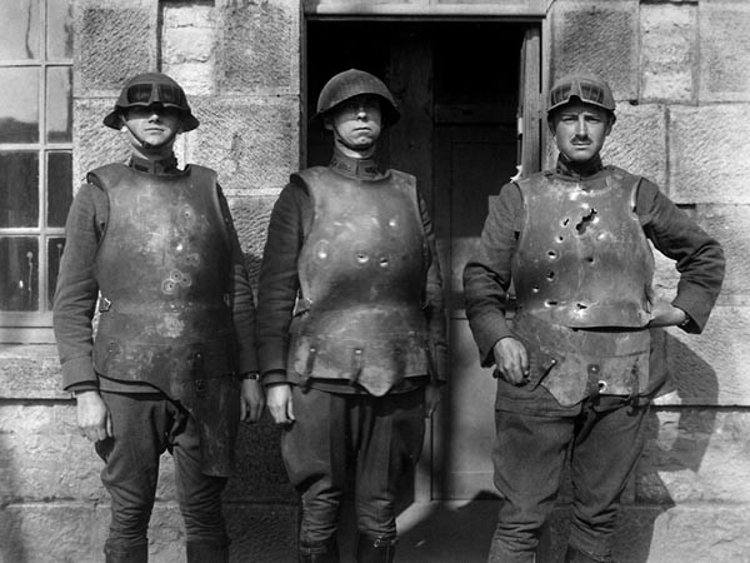
Arditi indossano delle armature, 26 luglio 1917

L'armatura a piastre era concepita per neutralizzare le armi da punta/taglio ed in seguito venne adattata con piastre addizionali adatte a fermare una palla sparata da distanza adeguata, non a bruciapelo.
A partire dal XVII secolo, tuttavia, i miglioramenti nelle armi da fuoco resero le corazze sempre meno efficaci: i moschetti ad avancarica potevano perforare una di queste corazze anche a 100 metri di distanza, grazie a palle più pesanti e veloci per quanto imprecise.
Verso il 1670, l'armatura a piastre divenne del tutto obsoleta in caso di attacco frontale a grossi schieramenti di fucileria, e iniziò così un lento tramonto dell'armatura a piastre. Per quanto possa sembrare strano, durante la prima guerra mondiale vi furono ancora dei tentativi di impiegare operativamente delle corazze.

## Effetti sociali

### La decadenza della nobiltà
Il potere delle aristocrazie nell'Europa Occidentale, già intaccato dall'emergente nuovo modello di Stato nazionale, perse il suo ruolo anche in campo militare.
I castelli nobiliari, spesso centenari, non erano più una valida difesa di fronte alle artiglierie. La ricostruzione delle fortezze non era un'operazione semplice, e comportava la disponibilità di ingenti risorse economiche. I piccoli Stati e gli aristocratici locali raramente possedevano il denaro necessario allo scopo, sicché tali gruppi persero progressivamente potere a vantaggio dei governi centralizzati. Le città-stato italiane, anticamente potenti, vennero fagocitate dalla Francia, o dal Sacro Romano Impero, mentre i piccoli Stati della Germania furono costretti al vassallaggio di maggiori potenze o coalizioni.
La cavalleria medievale aveva perso il suo ruolo dominante: se nel Medioevo era minacciata solo da tiratori di longbow inglesi e picchieri svizzeri, due unità che richiedevano lungo addestramento ed esperienza, ora erano rese vulnerabili anche verso soldati poco addestrati ed armati in massa con economici archibugi ad acciarino e miccia.
Con la perdita del primato sul campo della loro arma tipica, gli aristocratici acquisirono ruoli di rilievo tra gli ufficiali.

### Presa di coscienza del proletariato
La trasformazione negli eserciti europei ebbe un grande impatto sociale. John F.C. Fuller affermò che
L'aumento dell'importanza del soldato "popolare" rispetto al nobile cavaliere, insieme al senso di unità e patriottismo dato dal servizio militare di massa e dal crescente ruolo economico della classe mercantile, rese il terzo stato conscio della propria importanza.
Questo cambiamento sociale divenne evidente con la Rivoluzione francese, soprattutto nella creazione delle prime guardie civili (come quella del generale Lafayette) e nella consapevolezza della forza popolare.

## Implicazioni nell'arte bellica

### Aumento di scala
La diffusione delle armi da fuoco vide un grande aumento della dimensione e della scala della guerra.
Il numero di combattenti coinvolti s'impennò energicamente dalla metà del XVI secolo e si espanse vistosamente dopo gli anni sessanta del secolo successivo.
Per esempio, il re di Francia poteva mettere in campo un totale di circa 20.000 uomini nelle sue guerre contro la Spagna negli anni 1550, ma era in grado di mobilitarne fino a 500.000 nel 1700 in occasione della Guerra di successione spagnola.
Le cause di questo cambiamento furono molteplici. Innanzitutto, si era persa la necessità di avere lunghi addestramenti per le unità più potenti, cosa che permetteva un reclutamento più rapido e massiccio. Le unità mercenarie specializzate e spesso raggruppate per nazionalità (come i picchieri e alabardieri svizzeri) divennero sempre più secondarie, poiché ogni esercito poteva mettere in campo le unità migliori semplicemente reclutando uomini tra le fasce più basse della popolazione e armandoli con un moschetto.
Inoltre, l'espansione pre-industriale e la diffusione di nuove tecniche metallurgiche, estrattive e produttive portò ad una sempre maggiore disponibilità delle armi: il reclutamento non era più limitato dal numero di spade e uniformi, e gli stati potevano rapidamente armare truppe numerose, perlomeno nelle prime fasi di una guerra.
Per la natura stessa del combattimento di fanteria, il numero era il fattore predominante: con l'appiattirsi delle peculiarità delle unità militari in poche categorie (fucilieri, cavalleria leggera, cannonieri eccetera), le opzioni tattiche passarono in secondo piano rispetto alla preponderanza numerica. Negli scontri di fucileria, avere più soldati del nemico permetteva un volume e una cadenza di fuoco maggiore, maggiore resistenza dell'unità, migliore flessibilità e copertura del campo.
L'aumento degli uomini schierati coincise con un aumento del tasso di mortalità, principalmente legato all'assenza di difese efficaci, ai progressi tecnologici nelle armi e nelle nuove, migliori, tecniche d'uso come le salve coordinate e gli sbarramenti di fucileria.
Non va però assunta una prospettiva di determinismo tecnologico, erano già esistiti eserciti (o meglio forze armate) di dimensioni molto ampie in rapporto alla popolazione disponibile, ed anche per certi versi analoghi a quelli messi in campo nel '700, per esempio in età antica (soprattutto tra il 400 a.C. e la crisi del III secolo d.C.), in Cina e nel resto dell'estremo oriente, in India e per certi aspetti anche nel America precolombiana e in alcune realtà africane (Zulu, Etiopia, Mali). Inoltre anche il medioevo, specie il periodo compreso tra il 1000 e il 1348, aveva conosciuto eserciti di dimensioni ragguardevoli, anche se sovente di carattere locale-regionale. Sovente questi grandi eserciti erano legati a sistemi tattici semplici, e ad armi diffuse nella società, ma non sempre era così, ed in realtà spessissimo (anche se non sempre) questi grandi eserciti sono figli di grandi apparati burocratici e buone strutture di governo, in grado di gestire grandi masse umane, nutrirle, comandarle e spostarle. In definitiva la storiografia discute da tempo se l'aumento di scala degli eserciti europei derivi dalle armi da fuoco, dalla nascita delle fortificazioni bastionate e della'cresciuta difficoltà della guerra d'assedio (ipotesi sostenuta in particolare da Duffy e G. Parker), o dall'interazione tra guerra, politica e tecnologia (tesi sostenuta soprattutto da J. Black). Inoltre i maggiori problemi dati dalla crescita di scala delle forze armate non era legato all'armamento (per altro all'epoca della prima espansione cinquecentesca ancora in buona parte basato su armi bianche, come le picche, o gli archi turchi), ma alla coesione e alla logistica. Le unità potevano sciogliersi per mancanza di motivazione, paga, comando autorevole; ma soprattutto eserciti immensi non potevano essere né nutriti, né, conseguentemente, riuniti. Raramente un esercito poteva essere più grande, almeno fino al primo '800, di una delle città maggiori della zona di campagna in cui andava ad operare, anche perché il grosso dei rifornimenti alimentari venivano intercettati in quel medesimo territorio. Mentre grandi concentrazioni di uomini favorivano il propagarsi di epidemie, specie se mal vestiti, privi di riparo dalle intemperie e mal nutriti. Mancando i viveri l'esercito implodeva lentamente se ben organizzato, immediatamente se indisciplinato (si veda anche in seguito). Semmai va notato come questi problemi fossero risolti peggio nell'età moderna rispetto a quella antica, gli eserciti ellenistici, romani, persiani (o anche mongoli) erano meglio attrezzati per porre rimedio a queste strozzature.

### Il problema economico
L'aumento di durata delle guerre peggiorava ulteriormente i già drammatici problemi economici di molti monarchi, in quanto gli stati non potevano supportare a lungo eserciti di quelle dimensioni senza incorrere nei propri limiti finanziari: il tentativo spagnolo di riconquistare i Paesi Bassi dopo la Rivolta olandese costrinse la Corona di Spagna a dichiarare bancarotta ripetutamente, a partire dal 1577.
I nuovi eserciti richiedevano numerosi amministratori e vasti apparati burocratici per la gestione delle strutture militari di cui si dotavano.
L'aumento della tassazione, derivante in parte da queste spese, fu una delle cause di malcontento popolare che portarono ad una serie di rivolte, di cui sono esempi la Fronde francese e la Guerra Civile Inglese.
A partire dal XVII secolo, gli stati cominciarono a finanziare le guerre grazie a prestiti — a lungo termine e bassi interessi — erogati da istituti bancari nazionali quali la Banca d'Inghilterra. Il primo stato in grado di dominare un tale processo fu la Repubblica delle Sette Province Unite (attuali Paesi Bassi, 1581-1795).

### Ricadute sulla logistica
L'allargamento dei reparti comportò tuttavia problemi dal punto di vista logistico. In assenza dei moderni mezzi di trasporto, era impossibile sostenere un grande esercito impegnato in una campagna, per cui spesso questo più che in passato si affidava al saccheggio per procurarsi i mezzi di sussistenza.
I conflitti divennero sempre più lunghi, quali la Guerra dei trent'anni e la Guerra degli ottant'anni, e causavano la ripetuta devastazione delle aree funestate dalle operazioni.
Una delle motivazioni dell'aumento di durata era l'assenza di infrastrutture di comunicazione adeguate allo spostamento di eserciti così grandi, che disperdeva gli scontri in numerose battaglie più piccole e spesso irrilevanti, in quanto i punti decisivi erano rappresentati dalle fortificazioni bastionate, che potevano essere prese solo tramite assedi lunghi e costosi, che si concludevano con saccheggi, come nel caso di Magdeburgo nel 1631 e di Drogheda nel 1649.
L'assenza di buoni rifornimenti, le condizioni igieniche e la durata prolungata acuivano i classici problemi dell'assedio: le epidemie e le carenze igieniche.

### L'abbandono delle forze mercenarie
Come già accennato, il ruolo delle forze mercenarie passò in secondo piano. Gli eserciti più grandi e meno specializzati, armati di moschetto e quasi privi di addestramento formale, resero obsoleto il ruolo delle compagnie di ventura che componevano la maggioranza degli eserciti al tempo della Guerra dei Trent'anni (1618-1648). Gli stati nazionali preferirono avere eserciti permanenti, dotati di miglior disciplina e politicamente più affidabili. I mercenari, dapprima relegati a capitani ed addestratori, non scomparvero però quasi del tutto, rimasero reparti mercenari (come le guardie svizzere, ma anche numerosi reggimenti messi in vendita da principi tedeschi) per tutto il '700 ed oltre. Soldati stranieri assunti come mercenari o come professionisti della guerra tratti dal mercato continuarono ad essere impiegati fino alla restaurazione, come i reggimenti svizzeri e bavaresi dell'esercito Borbonico napoletano. Nell'età moderna era normale costruire gli eserciti mescolando tre componenti, la milizia, tratta dalla società e mobilitata pienamente solo in tempo di guerra, truppe poco affidabili in alcuni stati, molto ben tenute in altri, l'esercito regolare formato da sudditi dello stato reclutatore e formato con contratti di lunga e lunghissima ferma e, appunto, i mercenari forniti da alleati o da alcuni soggetti statali. Celebri furono ad esempio i reggimenti Assiani arruolati dai britannici nella guerra d'indipendenza americana. Ovviamente esistevano delle eccezioni, per esempio l'esercito svedese in tempo di pace era organizzato in modo molto simile ad una milizia particolarmente ben addestrata e tratta dalla società (indelta), ma nei momenti di crisi la Svezia (come anche paesi in condizione simile come la Prussia del kantonsystem) ricorrevano massicciamente ad integrazioni di mercenari tratti dal mercato internazionale. Inoltre continuavano ad esistere (e a contare numericamente) sistemi più feudali, come la mobilitazione di clan e famiglie, oppure, nel caso russo, di popolazioni allogene tenute a fornire determinati contingenti, o gruppi cosacchi, tenuti a fornire 1-2 reggimenti completi di ufficiali locali. Quello che veramente cambiò fu il ruolo dei mercenari, da signori della guerra a figura di un certo pregio (anche perché generalmente professionalizzata), ma non più in grado di superare numericamente le altre componenti, e costrette a mettersi completamente al servizio degli stati che le recultavano.

### La mobilità come virtù
Con la diffusione dei cannoni, e visti i già citati problemi logistici, la movimentazione delle armi da assedio divenne un serio problema strategico.
Gli Ottomani non affrontarono questo problema, e dalla metà del XVII secolo, i comandanti europei cominciarono a sfruttare come un punto debole l'eccessiva pesantezza dell'apparato militare turco. Raimondo Montecuccoli, il condottiero che portò alla vittoria gli Asburgo contro gli ottomani nella battaglia del San Gottardo (1664), espresse questo commento sul cannone ottomano:
Comunque la mobilità (e la qualità) dell'artiglieria turca è un problema storiograficamente dibattuto, anche perché l'esercito ottomano fu uno dei principali eserciti europei (ed afro-asiatici) per tutta l'età moderna, rimanendo poderoso fino al 1918, sia pure con diversi periodi (come gli anni '60 del '600) in cui accusò un certo ritardo tecnologico, ed altri in cui fu invece all'avanguardia, o quantomeno in leggero ritardo rispetto ad altre potenze europee. In effetti va notato come vent'anni dopo questo aforismo di Montecuccoli l'esercito ottomano fosse accampato attorno a Vienna, e come utilizzasse per quell'assedio solo dell'artiglieria particolarmente leggera e mobile, affidando alle operazioni di mina il compito di demolire le fortificazioni. Anzi proprio al leggerezza dell'artiglieria mobile ottomana fu, in quel caso, interpretata come un elemento di debolezza.
Il problema della mobilità venne affrontato anche da altri due imperi dell'area mediorientale, quello Safavide in Persia e l'Impero mogol in India (in quest'ultimo caso anche importando artiglieri ottomani). Entrambi esordirono al principio del XVI secolo, e tramontarono nel XVIII.
Inizialmente, i Qizilbash rifiutarono di adottare le armi da fuoco, fatto che contribuì alla rotta safavide nella battaglia di Cialdiran. In seguito, i persiani appresero l'arte di costruire ed usare armi da fuoco portatili. Un inviato veneziano, Vincenzo di Alessandri, in un rapporto presentato al Consiglio dei Dieci il 24 settembre 1572 osserva:
Babur, il fondatore dell'impero mogul sul subcontinente indiano, in battaglia impiegò armi da fuoco anche montate su carri ed artiglieria mobile. In particolare, li usò alla prima battaglia di Panipat (1526), per sconfiggere le preponderanti forze di Ibrahim Lodhi, l'ultimo sovrano del sultanato di Delhi. Altre battaglie in cui fece uso delle armi da fuoco furono la battaglia di Khanwa nel 1527 contro Rana Sanga e la battaglia di Ghaghra nel 1529. I suoi discendenti fecero altrettanto, impegnati nell'espansione dell'impero mogul: Akbar il Grande alla seconda battaglia di Panipat (1556) contro Adil Shah Suri, e Hemu della Dinastia Sur.
Anche Russia e Marocco nel corso del '500 si diedero a costruire artiglierie mobili e moderne. Nel caso marocchino furono soprattutto i profughi mussulmani spagnoli gli artefici della riforma militare, che permise al regno marocchino di resistere all'invasione portoghese alla fine degli anni '70 dal '500, e a conquistare i territori del Mali nei due decenni successivi. In Russia invece la costruzione di artiglierie moderne procedette con lentezza e ritardi inizialmente legandosi a tecnologie ottomane, solo nel '600, con il confronto con la Svezia, l'impero russo iniziò a dotarsi di artiglierie moderne di tipo occidentale, diventando entro la fine del '700 una delle nazioni guida dello sviluppo tecnologico di questo tipo di armi.